# ʠ
ʠ es una letra del alfabeto latino, derivado de q mediante la adición de un gancho.
Antiguamente se usaba en el alfabeto fonético internacional para representar un sonido de implosiva uvular sorda (actual AFI:. [ʛ̥]}. El símbolo se omitió en 1993.

## Códigos informáticos
Aunque ya no se usa, el código Unicode para representarlo es 0x2A0.
| Carácter      | ʠ                              | ʠ                              |
| ------------- | ------------------------------ | ------------------------------ |
| Unicode       | LATIN SMALL LETTER Q WITH HOOK | LATIN SMALL LETTER Q WITH HOOK |
| Codificación  | decimal                        | hex                            |
| Unicode       | 672                            | U+02A0                         |
| UTF-8         | 202 160                        | CA A0                          |
| Ref. numérica | &#672;                         | &#x2A0;                        |